# Персі Фосетт
Персіваль Гаррісон Фосетт (англ. Percival Harrison Fawcett; 18 серпня 1867 — безвісти пропалий 1925) — британський офіцер-артилерист, археолог і дослідник Південної Америки. Разом зі своїм старшим сином, Фосетт зник під час експедиції 1925 року у пошуках стародавнього втраченого міста «Z».

## Біографія

### Ранні роки
Фосетт народився 18 серпня 1867 року в місті Торкі, графство Девон, Англія, у сім'ї Едварда Бойда Фосетта та Міри Елізабет Мак-Дугалл. Здобув освіту в приватному коледжі Ньютон Еббот. Батько Фосетта народився в Індії та був членом Королівського географічного товариства. Старший брат Персі, Едвард Дуглас Фосетт (1866—1960), був альпіністом, окультистом, автором філософських книг і популярних пригодницьких романів.
У 1886 році Персі був призначений на офіцерську посаду у Королівський полк артилерії, який був розквартирований у Тринкомалі на Цейлоні, де він познайомився зі своєю майбутньою дружиною. Він одружився з Ніною Агнес Патерсон у січні 1901 року. Вони мали двох синів, Джека (нар. 1903) та Браяна (1906—1984). З метою вивчення геодезії й картографії у 1901 році Персі приєднався до КГТ. Пізніше він працював у британській службі розвідки у Північній Африці. Він дружив із письменниками Генрі Гаґґардом і Артуром Конан Дойлем; останній надихався звітами Фосетта з басейну Амазонки при написанні роману «Загублений світ».

### Перші експедиції
Перша експедиція Фосетта у Південну Америку тривала протягом 1906 року. За наказом Королівського географічного товариства він вирушив до Бразилії, щоб скласти карту ділянки джунглів на кордоні Бразилії та Болівії. Товариство було наділене повноваженнями скласти карту цієї області як неупереджена третя сторона, незацікавлена місцевими національними інтересами. У червні Персі прибув у Ла-Пас, Болівія. Фосетт стверджував, що під час експедиції 1907 року бачив і застрелив гігантську анаконду завдовжки 62 фути (18 метрів), за що був висміяний науковцями. Він заявляв і про існування інших таємничих тварин, невідомих зоології, таких як невелика собака схожа на кота та розміром із фоксхаунда, яку, як він стверджував, бачив двічі, або гігантського павука Apazauca, який, як говорили, отруїв ряд місцевих жителів.

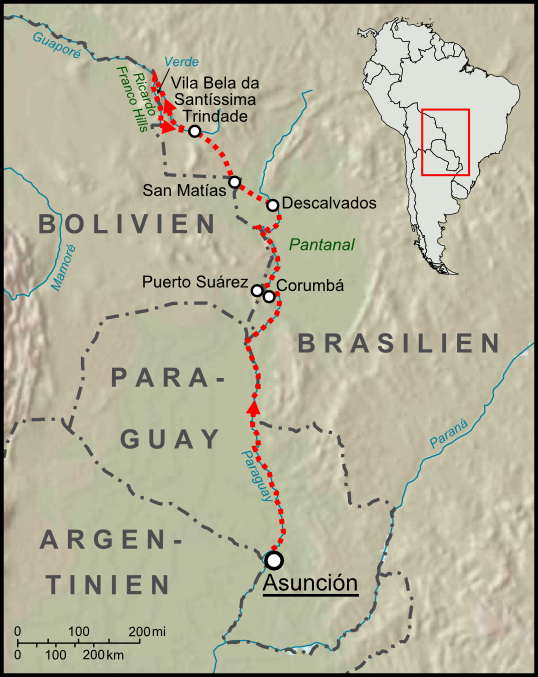
Експедиція Фосетта до джерела Ріо-Верде

Між 1906 і 1924 роками Фосетт здійснив сім експедицій. Він був здебільшого дружній з місцевими жителями: підносив їм подарунки, поводився терпеливо та ввічливо. У 1908 році він визначив місце народження річки Ріо-Верде (Рондонія), а у 1910 році здійснив подорож до річки Хіз (на кордоні Перу та Болівії), щоб знайти її початок. Після експедиції 1913 року, він нібито стверджував, що бачив собак з двома носами. Це могли бути Двоносі андські тигрові гончі.
На основі досліджених документів, Фосетт у 1914 році сформулював ідеї про «втрачене місто», яке він назвав «Z», що знаходиться десь у Мату-Гросу. Він припустив, що в районі Амазонки колись існувала високорозвинена цивілізація, і що ізольовані  руїни її головного міста могли вціліти. Головним доказом існування доісторичних міст у малодосліджених районах Бразилії служив Рукопис 512 — розповідь, залишена невідомою групою португальських бандейрантів. У рукописі описано відкриття бандейрантами в глибинах бразильського сертао руїн загубленого мертвого міста з ознаками давньої високорозвиненої цивілізації греко-римського типу. Також у рукопису містилася вказівка на знахідку золотих і срібних родовищ. Це місто було другим після «Z» місцем призначення для Фосетта.
На початку Першої світової війни Фосетт повернувся до Великої Британії, щоб служити у діючій армії, зголосився на службу у Фландрії, і командував артилерійською бригадою, попри те, що йому було вже майже п'ятдесят років.
Після війни Фосетт повернувся до Бразилії, щоб вивчати місцеву дику природу й археологічні знахідки. У 1920 році зробив невдалу самостійну спробу знайти «Z».

## Остання експедиція
У 1925 році, за підтримки лондонської групи фінансистів The Glove, Фосетт зі своїм старшим сином Джеком і Релі Раймеллом повернулися до Бразилії, щоб знайти «Z». Фосетт залишив інструкцію на випадок його зникнення, у якій було застережено від намагань відправити рятувальну експедицію, адже її може чекати та ж доля, що і його.
Фоссет взяв тільки двох компаньйонів, щоб швидше та легше подорожувати й бути менш помітними для місцевих племен, оскільки деякі з них були ворожі стосовно європейців.

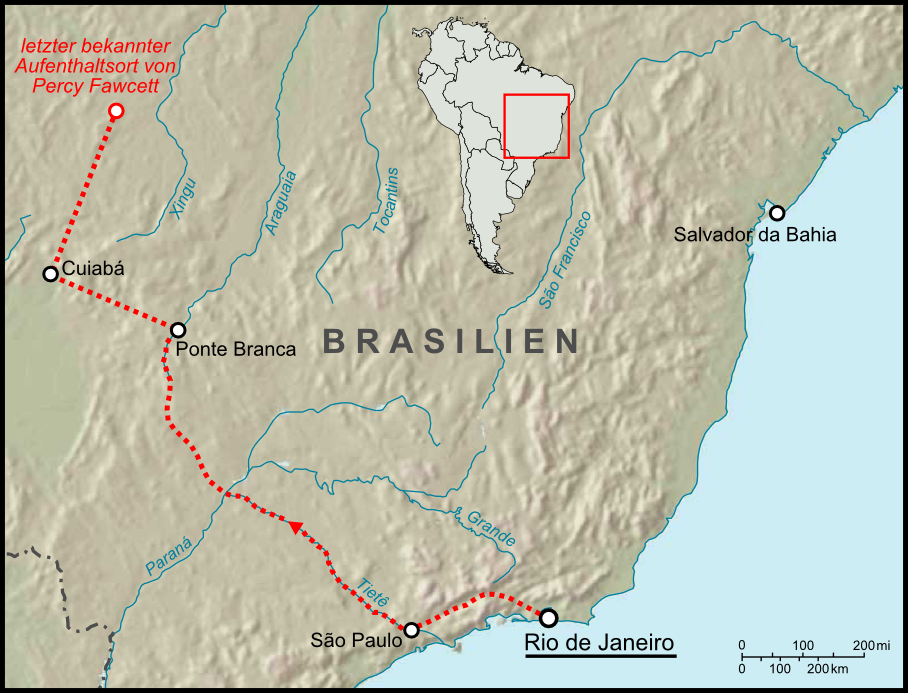
Остання експедиція Персі Фосетта

20 квітня 1925 року остання експедиція покинула Куябу. На додачу до двох його головних супутників, Фосетта супроводжували два бразильських робочих, двоє коней, вісім мулів, і пара собак. Останнім повідомленням від експедиції був лист Фосетта дружині від 29 травня 1925 року, у якому він написав про готовність ступити на незвідану територію разом із Джеком і Раймеллом. У листі з табору Dead Horse Camp (один з головних таборів Персі Фосетта) йшлося про випробування, з якими їм довелось зіткнутися, його координати, сумніви та підозри щодо Релі Райммела, а також про свої плани на найближче майбутнє. Перед своїм зникненням вони перетнули Шінгу, праву притоку Амазонки.
Індіанці калапало передавали історію про прибуття трьох дослідників, які пішли на схід, а через п'ять днів калапало помітили, що група більше не робить багаття. Більшість сходиться на думці, що якесь із племен (ті ж калапало, ксаванте, арума, суя, території яких перетинала експедиція), найімовірніше, вбило їх. Востаннє, коли бачили експедицію, обоє молодих чоловіків були хворі та кульгали. Не виключається і варіант, що вони померли від природних причин у бразильських джунглях.
У 1927 році індіанським племенем була знайдена іменна табличка Фосетта. У червні 1933 року полковник Анісето Ботело знайшов біля місця проживання одного з племен Мату-Гросу теодолітовий компас, який належав Фосетту. Проте, іменна табличка була з експедиції Фосетта, яка відбулася ще за п'ять років до його зникнення, і, найімовірніше, була подарунком вождю індіанського племені. Було також доведено, що теодоліт загубився ще до того, як мандрівник вирушив в останню подорож.

## Посмертні гіпотези та домисли

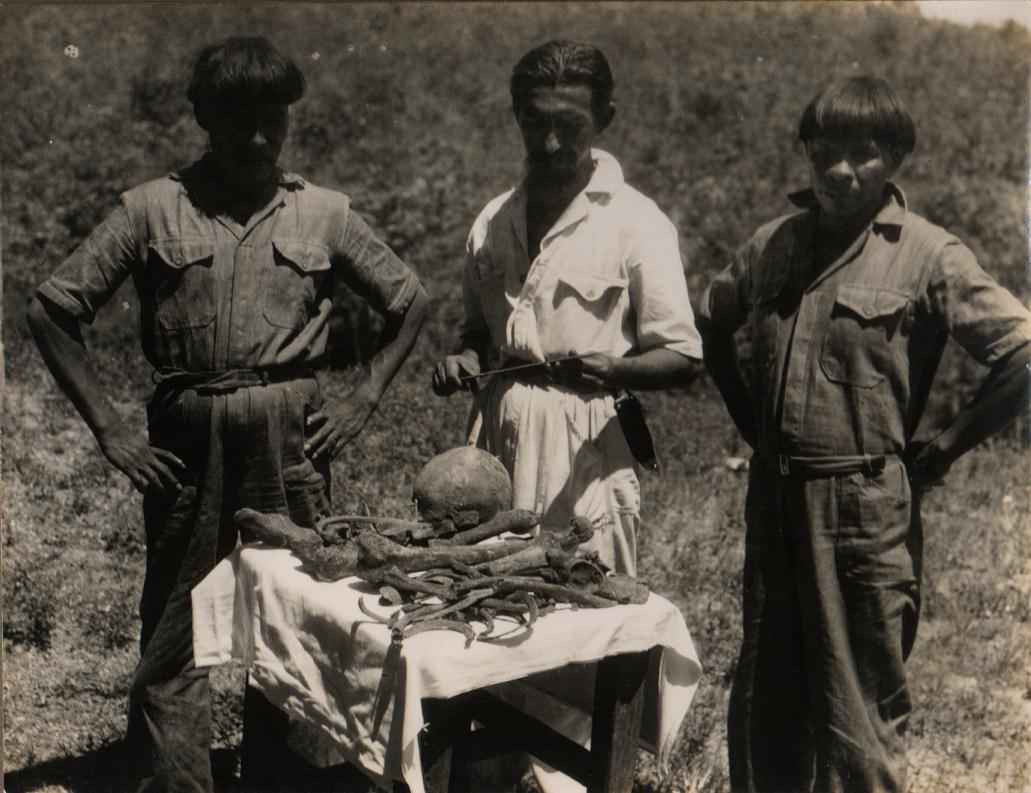
Орландо Віллаш-Боаш та ймовірні останки Фосетта, 1952 р.

У наступні десятиліття здійснювався ряд рятувальних, але безуспішних експедицій. З'явилися лише додаткові чутки без підтверджень. Зокрема, за одним із переказів, Фосетт втратив пам'ять і став вождем племені канібалів.
У пошуках відповіді на питання про долю Фосетта загинуло близько 100 чоловік у 13 експедиціях. У 1927 році Джордж Міллер Даєт знайшов докази, які, на його думку, підтверджували, що Фосетта вбили індіанці племені алоік, проте під час детальнішого дослідження його докази виявились недостатньо переконливими. У 1930—1931 роках Алога Вондервелл також намагалася знайти його, використовуючи свій гідроплан.
У 1951 Орландо Віллаш-Боаш знайшов людські останки, після аналізу яких начебто підтвердилось, що вони належать Фосетту. Але син дослідника, Браян Фосетт (1906—1984), відмовився визнавати це. Пізніше науковий аналіз довів, що кістки не належали Персі Фосетту.
У 1998 році англійський дослідник Бенедикт Аллен пішов до індіанців калапало за зізнанням, що це вони вбили Фосетта та його супутників. Проте старійшина калапало заперечив будь-яку причетність його племені до зникнення експедиції Фосетта. Немає доказів, які б підтвердили чи спростували ці заяви.

## У популярній культурі
- Був суб'єктом розповіді одного з епізодів телесеріалу «Докопатися до істини» каналу History.
- Артур Конан Дойл створив свого професора Челленджера частково на основі особистості Фосетта, а історії «Загубленого міста Z» стали основою для його роману «Загублений світ».[19]
- Критик-сучасник роману Івлін Во «Жменя пилу» (1934) припустив, що сюжет, можливо, черпався з історії про зникнення Фосетта.[20] Герой роману зникає у бразильських джунглях і утримується там у полоні.
- Фосетт був прототипом Персі Фостера, вигаданого дослідника роману «Могила Taмe-Тунга» радянського письменника Костянтина Нефедьєва. У ньому Фостер і його син стали одержимими багатством індіанців і були вбиті їхнім другом Релі Раймеллом (на основі Релі Райммела).
- Режисер Піт Доктер назвав Фосетта одним із прототипів Чарльза Ф. Мунца, антагоніста анімаційного фільму «Вперед і вгору».
- 21 квітня 2017 року у прокат вийшов фільм «Загублене місто Z», знятий за однойменним романом Девіда Гранна. Роль Персі Фоссета у ньому виконав Чарлі Ганнем.
- Письменники Дуглас Престон і Лінкольн Чайлд згадують у своїх книгах, що Фосетт був прапрадядьком вигаданого персонажа Алоізія Пендергаста.
- У першому епізоді пригодницького серіалу «Містер Гутен і леді» розповідається про пошуки загубленого табору Фосетта.
- Фосетт мимохідь згадується у романі «Твердиня» українського письменника Макса Кідрука.[21]
- У відеогрі Shadow of the Tomb Raider Лара Крофт знайшла численні предмети, пов'язані зі зниклою експедицією Фосетта, включаючи його особисті речі, останній лист, щоденник Джека Фосетта і хрест з могили Релі Раймелла. Згідно з щоденником Джека Фосетта, його батько був вбитий двома ягуарами.[22][23][24]